# 锡尔瓦诺彼得拉
锡尔瓦诺彼得拉（義大利語：Silvano Pietra），是意大利帕维亚省的一个市镇。总面积13.83平方公里，人口707人，人口密度51.1人/平方公里（2009年）。国家统计（ISTAT）代码为018149。